# Attila Sallustro
Attila Sallustro (Asunción, 1908. december 15. – Róma, 1983. május 28.) paraguayi születésű olasz válogatott labdarúgó, csatár.

## Pályafutása
Attila Sallustro Paraguayban született Asunción városában, olasz szülők gyermekeként. A család még fiatalkorában Nápolyba költözött, és apja támogatásával itt kezdett el futballozni.

### SSC Napoli
1926-ban csatlakozott a Napoli keretéhez, és pályafutása végéig hű maradt a déliekhez. Karrierje 12 nápolyi éve alatt 107 gólt lőtt a klub színeiben, ezzel mind a mai napig második a klub örök-góllövő listáján Diego Maradona mögött. A II. világháború megtörte karrierjét, a szurkolóük által csak "Il Veltro" és "Il Divino" azaz "Isteni" és "Üveg" becenevekkel emlegetett csatár visszavonulása előtt még együtt játszott öccsével a Napoliban, majd a Salernitana csapatában vezetett le. Rövid ideig mindkét együttest irányította edzőként is. Rómában hunyt el 1983-ban.

### A válogatottban
Az olasz válogatottban két mérkőzésen 1 gólt lőtt.